# 御牧景則
御牧 景則（みまき かげのり）は、安土桃山時代の武将。

## 略歴
御牧氏は山城国久世郡御牧村の豪族。御牧益景の次男として誕生し、一族の御牧摂津守が隠居すると、その名跡を継ぐ。
天正元年（1573年）8月2日、細川藤孝・三淵藤英とともに淀城攻撃に参加した（第二次淀古城の戦い）。
天正3年（1575年）から翌天正4年（1576年）にかけて大和国で活動していたが、のちに明智光秀の与力となった。
天正10年（1582年）の山崎の戦いに従軍し、兄・景重は戦死するが、景則は豊臣秀吉に仕えて馬廻となり、文禄元年（1592年）の朝鮮出兵においては肥前国名護屋城の普請を行った他、寺沢広高とともに同城の裏門の警固を担当した。のちに山城国久世郡市田村に1,000石を与えられ、検地奉行として山城国の検地を行った。
慶長2年（1597年）4月には徳川家康を自邸に招いて饗応を行っている。
慶長5年（1600年）の春に死去。遺領は息子の信景が継ぐが、同年の関ヶ原の戦いで失領した。

## 人物・逸話
- 景則は稀に見る清廉潔白の士で、他の検地奉行が職権を笠に着て賄賂を受け取ったのに対し、付け届けはおろか、一瓶の酒、一籠の魚も断固受け付けなかったという[3]。
- 公家の西洞院時慶と親交があった[3]。